# ADT (音響機器)
ADTとは、Artificial Double Tracking または Automatic Double Tracking の略であり、機能としては同じテイクを2度重ねしなくてもダブル・トラッキング（2重録音）したときと同じ効果を作り出す方法の事を指す。ビートルズが1966年リリースの『リボルバー』制作時に、ジョン・レノンからの「2度歌わなくてもダブル・トラッキングを機械で作り出す事が出来ないか？」という意向を基にEMI ロンドン・スタジオ（現在のアビー・ロード・スタジオ）のテクニカル・エンジニアだったケン・タウンゼント ( Ken Townsend ) が考案したテープ・レコーダーの運用方法で、一般的には「自動的に疑似ダブル・トラック生成が可能になった方法」として知られている。

## 基本概念
ダブル・トラッキングとは文字通り「歌や演奏で同じ事の2度重ね」をする事によって、タイミングやピッチが微妙に揺らぐ事でサウンドに厚みを出したりコーラス効果を得るための方法として1950年代初頭から使われている手法。マルチ・トラック・レコーダー登場以降にレス・ポール、バディ・ホリーなどが原盤制作時において使っていた手法でもある。そして、ダブル・トラッキング・テクニックはビートルズもリード・ボーカルやバッキング・ボーカルに関して多用していた。当初は実際に同じ個所で「2回」歌ってダブル・トラッキング効果を出していたが、ジョン・レノンが放った「一度だけ歌うから、あとは機械でダブル・トラッキングを作れないか？」という素朴な願いから開発が始まり、ケン・タウンゼントとEMIのテクニカル・エンジニアらが実用開発した。
元のマルチトラック・テープ・レコーダーとは別に、ADT効果作成用にもう1台のテープ・レコーダーを用意して作り出す手法であり、そのシステムと運用方法に対する呼称、機材として製造されていたわけではない。
ADTが登場してからも、実際に2度同じ個所で歌唱、または演奏する従来までの手法とADTを積極的に活用する手法を、作り出せるサウンドの効果に応じて使い分けている。

## ADT運用の詳細
再生用と疑似ダブリング生成用に合計2台のテープ・レコーダーを使用する。
基本原理は、1台目の再生用テープ・レコーダーのシンク・ヘッド（録音ヘッド）からの再生音とリプロ・ヘッド（再生ヘッド）からの音声を用い、シンク・ヘッドからの再生音を2台目のテープ・レコーダーへ送り、2台目で録音された音をリプロ・ヘッドから再生音として取り出して1台目の再生音とミキシングして使用する。使用する2台のテープ・レコーダーは録音ヘッドと再生ヘッドのギャップが等しい前提から、両方の再生ヘッドから再生される音の時間軸は基本的には揃うこととなり、その2つの音声トラックをミキシングする事によって時間軸がほぼ同じ物から互いに前後へ時間軸をずらしたり、回転むらを与えて擬似的なダブリング効果を得られる手法となる。
同じメーカー、同じ機種のテープ・レコーダーを2台用意し、通常は録音ヘッドか再生ヘッドの一方からしか再生音を出力できない機種が多いが、内部回路や設定などの変更により1台目の送り出し側テープ・レコーダーはシンク・ヘッドとリプロ・ヘッドの両方から同時に同じ再生音を出力できるようにする必要がある。
1960年代半ば、最初にADT手法を使ったアビー・ロード・スタジオにおいては、テープ・レコーダーの速度調整用としてキャプスタン・モーターの回転数を変える為に電源周波数を任意に変えられる機材を製作し、50cps（50Hz）の電源周波数を上下へ自在に変えられる機材をテープ・レコーダーへの電源供給用に用いた。この運用方法としては、キャプスタン・モーターの周波数が50cpsより増えるとモーターの回転数が上がり、テープ・レコーダーの録音再生スピードが上がる為、録音ヘッドと再生ヘッドの間隔が物理的に狭まった事と同様になるので、ヘッド間ギャップの時間軸は早まり、再生タイミングが前に移動する事になる。その逆に、周波数を50cpsより少なくすると物理的ヘッド間ギャップが広がったのと同様になる為に時間軸は遅くなり、タイミングが後ろにずれる。
実際にダブル・トラッキングを行ったときのように演奏歌唱タイミングのムラと同様の現象を再現するため、時間軸を細かく連続的に変える為に電源周波数を連続的に上下、またはテープ・リールへの負荷を与えたり、キャプスタン軸に加工をするなどして故意にワウ・フラッター（回転むら）を与えてやることにより、より一層自然なタイミングの揺らぎも生成できる。
疑似ダブル・トラッキング生成以外にも、数ミリ・セカンド（ms = 1/1000秒）単位で時間軸に揺らぎを生じさせることによって、フランジング効果やフェイジング効果も生成することが出来る為、ADT運用方法から派生しアナログ・テープレコーダーを使用したフランジング・マシーンとしても数多くのスタジオ・セッションにて運用された。

## ビートルズのADT使用例
- 『リボルバー』収録「タックスマン」ジョージ・ハリスンのリード・ボーカル・トラック
- 『リボルバー』収録「エリナー・リグビー」ポール・マッカートニーのリード・ボーカル・トラック
- 『リボルバー』収録「アイム・オンリー・スリーピング」ジョン・レノンのリード・ボーカル・トラック
- 『リボルバー』収録「アンド・ユア・バード・キャン・シング」ジョン・レノンのリード・ボーカル・トラック
- 『リボルバー』収録「ドクター・ロバート」ジョン・レノンのリード・ボーカル・トラック
- 『リボルバー』収録「アイ・ウォント・トゥ・テル・ユー」ジョージ・ハリスンのリード・ボーカル・トラック
- 『リボルバー』収録「トゥモロー・ネバー・ノウズ」ジョン・レノンのリード・ボーカル・トラック